# Tal Karpelesz
Tal Karpelesz (în ebraică טל קרפלס ,n. 25 februarie 1990, Rehovot, Israel) este un baschetbalist israelian cu cetățenie română, care în prezent joacă pentru Hapoel Kfar Kasem în Liga Artzit. În România a jucat la CS Energia Târgu Jiu.
1. ↑  Proballers, accesat în 23 aprilie 2022
2. ↑  טל קרפלס חתם באנרג'יה רובינארי הרומנית (în ebraică), ONE - מספר אחת בספורט, 6 august 2013
3. ↑  טל קרפלס זכה בגביע הראשון בתולדות רובינארי (în ebraică), ONE - מספר אחת בספורט, 13 aprilie 2014
4. ↑  „copie arhivă”. Arhivat din original la 22 iunie 2018. Accesat în 21 aprilie 2021.
5. ↑  Feb 7, 2015 - CS Universitatea Cluj 68 at CS Energia Rovinari 91 - RealGM International Box Score, basketball.realgm.com